# Benedikt Röcker
Benedikt Röcker (* 19. November 1989 in Bietigheim-Bissingen) ist ein deutscher ehemaliger Fußballspieler. 

## Karriere als Spieler
Röcker spielte in der Jugend beim FV Löchgau. Dort spielte er in der Saison 2008/09 für die erste Mannschaft in der Landesliga. 2009 wechselte er in die Regionalliga Süd zur SG Sonnenhof Großaspach. Im Oktober 2009 gewann er mit der Württembergischen Auswahl den DFB-Länderpokal.
Am 31. Januar 2011 wechselte Röcker zur zweiten Mannschaft des VfB Stuttgart. Sein Profidebüt gab er am 22. Februar 2011 in einer Nachholpartie des 20. Spieltags der Saison 2010/11 für den VfB Stuttgart II in der 3. Profi-Liga gegen den 1. FC Heidenheim.
Am 6. Dezember 2012 gab Röcker in der UEFA Europa League in der Gruppenphase 2012/13 gegen Molde FK sein Pflichtspieldebüt für die erste Mannschaft des VfB Stuttgart. Neun Tage später absolvierte er mit dem VfB gegen den 1. FSV Mainz 05 am 17. Spieltag der Saison 2012/13 sein erstes Spiel in der Bundesliga. Am 10. Januar 2013 unterzeichnete er einen bis Ende Juni 2015 datierten Lizenzspielervertrag beim VfB Stuttgart.
Am 10. Januar 2014 wechselte Röcker zur SpVgg Greuther Fürth. Seinen ersten Einsatz in der 2. Liga bestritt er am 14. Februar im Heimspiel gegen den Karlsruher SC. Er stand von Beginn an auf dem Platz und erzielte in diesem Spiel sein erstes Tor zum 1:1-Endstand.
Zur Saison 2016/17 wechselte Röcker zum dänischen Erstligisten Brøndby IF. Nach drei Jahren bei Brøndby IF in der Brøndby Kommune wechselte er im Sommer 2019 zurück nach Deutschland und schloss sich dem Zweitligaaufsteiger SV Wehen Wiesbaden an Mit den Hessen stieg er gleich wieder in die 3. Liga ab. Dort konnte Röcker unter anderem wegen eines Knorpelschadens kein Spiel absolvieren, bis sein Vertrag im Sommer 2021 auslief.

## Karriere als Funktionär
Nach der aktiven Karriere durchlief er ein Trainee-Programm bei der SG Sonnenhof Großaspach. Im Januar 2022 wurde er zum "Leiter Sport & Organisation" befördert. Im September 2023 kehrte er zur SpVgg Greuther Fürth zurück und wurde als Teammanager verpflichtet.

## Familie
Röcker ist der Cousin von Robin und Julian Schuster.